# Centres d'artistes autogérés au Canada
Les Centres d'artistes autogérés au Canada sont des organismes sans but lucratif, dirigés par un conseil d’administration comptant une majorité d’artistes ; ces établissements ont pour activité principale de favoriser la production d’œuvres, leur diffusion et la recherche en arts visuels. Ils mettent à la disposition des artistes des espaces, des équipements, des services et des ressources spécialisées et ils proposent des activités de réflexions, de formation, de perfectionnement et d’accueil lors de séjours de production,.

## Histoire
Les centres d'artistes autogérés sont apparus au Canada afin d'offrir aux artistes contemporains, à l'avant-garde des pratiques de dématérialisation comme la performance, l'art conceptuel et l'art vidéo, les possibilités dont ils avaient besoin afin de créer et de produire leurs œuvres, l'écosystème des arts visuels de l'époque étant considéré comme fermé aux expériences artistiques trop radicales qui attiraient de plus en plus d'artistes canadiens. Les centres d'artistes autogérés offraient aux artistes un espace de création et d'exposition pour leurs œuvres en dehors des structures commerciales , loin des impératifs du marché de l'art, ce qui leur permettait de travailler dans des formats qui n'étaient pas reconnus hors de la culture autogérée par les artistes (voir performance). Ce faisant, les CAA ont donné naissance à une nouvelle « scène » grâce à laquelle l'art contemporain a pu se développer au Canada,.
Le mouvement des centres d'artistes autogérés existe depuis les années 1960 au Canada. Il a commencé par quelques organismes, puis s'est rapidement répandu dans l'ensemble du pays vers la fin des années 1960 et le début des années 1970. Intermedia Society (en) a été fondé en 1967 à Vancouver, A Space, créé à Toronto en 1971, la galerie Eye Level, fondée à Halifax en 1972, l’Atelier libre 848 (devenu Atelier Graff), fondé à Montréal en 1966, Véhicule Art Inc. en 1972 et Western Front Society (en) à Vancouver en 1973.

## Particularités des centres d'artistes autogérés
Les centres d'artistes autogérés (CAA) définissent et partagent un certain nombre de caractéristiques communes au travers desquelles ils apportent une contribution particulière au milieu des arts visuels du Canada. De l'avis général, la nature « d'autogestion » des CAA est unique en son genre et cruciale. On estime que ces organismes, qui donnent aux artistes la liberté de déterminer eux-mêmes leur développement artistique, apportent beaucoup à l'évolution des arts visuels contemporains dans le milieu actuel. L'apport distinctif des CAA est d'offrir du soutien à l'expérimentation et à la production artistique, un rôle que les autres organismes des arts visuels ne remplissent généralement pas. On considère qu'ils soutiennent les pratiques artistiques émergentes et qu'ils contribuent à leur interprétation critique à l'aide d'activités comme l'édition et l'organisation d'événements publics, notamment des rencontres avec des artistes et des conférences. On considère également que les CAA offrent des occasions de perfectionnement professionnel aux artistes, aux commissaires et aux administrateurs en début de carrière, caractérisées par la liberté de développer leur propre vision et d'élargir leur réseau professionnel dans un environnement dynamique et hautement collaboratif, à l'échelle nationale, mais aussi internationale, dans une certaine mesure.